# Karel Paardepoot
Karel Paardepoot (Engels: Horace Horsecollar) is een antropomorf paard uit de strips en tekenfilms van Disney. 
Hij is een van de vaste vrienden van Mickey Mouse, met wie hij soms ook lange avonturen beleeft. In veel verhalen waarin hij voorkomt heeft hij een latrelatie met Clarabella Koe.

## Achtergrond en verhaallijnen
Karel Paardepoot werd bedacht door Ub Iwerks en Walt Disney en was voor het eerst te zien in de tekenfilm The Plow Boy uit 1929. In deze film is hij het paard voor de ploeg van Mickey. Wel vertoont hij ook hier al duidelijk menselijke trekjes; zo aapt hij bijvoorbeeld Mickey na en is hij zeer gecharmeerd door Minnie Mouse.
Zijn eerste grote rol als tekenfilmheld was in Mickey's Meldrammer uit 1933. Hier voeren Mickey en zijn vrienden een toneelstukje op. Karel speelt Simon Legree, een van de onsympathieke bijpersonages uit Uncle Tom's Cabin.
In 1930 komt Karel voor het eerst voor in een krantenstrip genaamd Het Dodendal, het tweede avontuur uit de reeks Mickey Mouse-strips die sinds 1930 dagelijks in Amerikaanse kranten verschenen. Hier worden Karels slechte eigenschappen vooral naar voren getrokken, hij wordt neergezet als een zeurpiet. In de eerste jaren van de krantenstrip groeit Karel uit tot Mickeys vriend en metgezel op diens avonturen (bijvoorbeeld in Mickey Mouse contra Icks, Dublix en Triplix uit Mickey Maandblad 1980-4). Later wordt deze rol overgenomen door Goofy, die in 1933 voor het eerst in de strips verschijnt. Karel Paardepoot blijft wel een bijrol spelen als vriend van Mickey en tot op heden verschijnt hij regelmatig in de stripverhalen van Mickey Mouse. 
De eerste keer dat Karel Paardepoot en Clarabella Koe samen een belangrijke rol hadden was in Mickey gaat met vakantie, een verhaal uit 1931 van Floyd Gottfredson. Karel heet hier in het Nederlands nog Bleskop. Ook in The Great Orphanage Robbery heeft Karel een belangrijke bijrol, als degene die onterecht wordt beschuldigd van een geldroof.
Later gaat Karel aan de slag als garagehouder. Hij wordt niet alleen goed bevriend met Mickey, maar ook met Goofy. Hij staat vaak in het tijdschrift Donald Duck, meestal in verhalen met ook Clarabella Koe erin. Ze hebben vaak ruzie en lossen die op een humoristische wijze op. Mickey, Minnie en Goofy komen nogal vaak voor in deze stripjes. In 2007 stonden ze zelfs het hele jaar op de achterkant van de Donald Duck. De lezers hebben dat jaar ook kennisgemaakt met de vader van Karel en Karels vriend Sieb.

## Filmografie
1. The Plow Boy (1929)
2. The Jazz Fool (1929)
3. The Barnyard Concert (1930)
4. The Cactus Kid (1930)
5. The Fire Fighters (1930)
6. The Shindig (1930)
7. Pioneer Days (1930)
8. The Birthday Party (1931)
9. Blue Rhythm (1931)
10. The Barnyard Broadcast (1931)
11. The Beach Party (1931)
12. Mickey's Revue (1932)
13. Barnyard Olympics (1932)
14. Touchdown Mickey (1932)
15. The Whoopee Party (1932)
16. Mickey's Mellerdrammer (1933)
17. Mickey's Gala Premiere (1933)
18. Camping Out (1934)
19. Orphan's Benefit (1934)
20. The Band Concert (1935)
21. On Ice (1935)
22. Mickey's Grand Opera (1936)
23. Boat Builders (1938)
24. The Fox Hunt (1938)
25. Orphan's Benefit (remake, 1941)
26. All Together (1942)
27. Mickey's Birthday Party (1942)
28. Symphony Hour (1942)
29. Mickey's Christmas Carol (1983)
30. Who Framed Roger Rabbit (1988)
31. The Prince and the Pauper (1990)

## Trivia
- In enkele oude pockets van Donald Duck wordt Karel Paardepoot Rudi genoemd. Dit is overgenomen uit Duitsland, waar hij Rudi Ross heet. In het verhalenboek Walt Disney Verhalen 3 uit de jaren 70 komt Karel voor, maar heet hij Ferdinand het Paard. In latere vertalingen is deze naam veranderd.[2]
- Aan het eind van Gottfredsons verhaal Clarabelle's Boarding House uit 1931 (in het Nederlands o.a. verschenen in het Donald Duck Winterboek van 2004), maken Karel en Clarabella trouwplannen. Hiervan wordt in latere verhalen over hen echter niets meer vernomen.
- De stem van Karel Paardepoot in de verschillende tekenfilms zijn Walt Disney (in 1930), Billy Bletcher (in Mickey's Mellerdrammer) en hierna Bill Farmer (van 1990 tot heden) geweest. De Nederlandse stem van Karel Paardepoot is onder andere ingesproken door Paul Disbergen.
- Karel Paardepoot komt ook voor in het platformspel Epic Mickey.